# Kmenová vévodství

Svatá říše římská kolem roku 1000
----
Saské vévodství
Dolní Lotrinsko
Lotrinské vévodství
Francké vévodství
Švábské vévodství
Bavorské vévodství

Kmenová vévodství (německy Stammesherzogtum) je historický termín pro feudální území Východofranské říše, která vznikla v rozsahu hranic významných germánských etnik v průběhu 9. století a podílela se vzájemně na vzniku Německého království.

## Historie

### Titul
V rámci území Franské říše již za Merovejců vznikly administrativní jednotky (county, comitatus), v jejímž čele stál comes (latinsky hrabě) v galorománské části, nebo župy (gau či grafschaft) v části germánské, které spravoval grafio (graf). V obou případech se jednalo o úřednický titul, jehož představitel byl dosazovaný králem a v jehož kompetenci byly veškeré administrativní záležitosti, včetně jurisdikce.
Vedle toho existoval starý římský titul dux, který původně zosobňoval vojenského vojevůdce, avšak z římského pohledu i vládce barbarských kmenů. Stejně tak byl i ve Franské říši tento titul udělován vojenským správcům, jejichž obvod zahrnoval několik hrabství, avšak jejich pravomoci se dotýkaly spíše vojenských záležitostí a do jejich řad byli jmenováni především Frankové, jak uvádí Řehoř z Tours.
Avšak ve východní části Franské říše se stále více prosazoval titul vévody pro představitele významných germánských kmenových uskupení, které byly začleněny pod franskou nadvládu, převážně v období Karolingů, byť většina z nich skládala oficiální hold již merovejským králům. Mezi národy těchto kmenových vévodství jsou řazeni Bavoři, Alamani, samotní Frankové, kteří v rámci Východofranské říše založili Francké vévodství a Sasové, kteří byli porobeni a přijali křesťanství teprve na počátku 9. století. Mezi kmenová vévodství se počítá i Lotrinsko, které však vzniklo uměle roku 843 při dělení Franské říše, naopak se mezi kmenová vévodství nezahrnuje Durynské vévodství, které sice zastupovalo významné germánské etnikum, ale v době vzniku Německého království spadalo převážně pod Saské vévodství a vzniklo až později.

### Formování vévodství

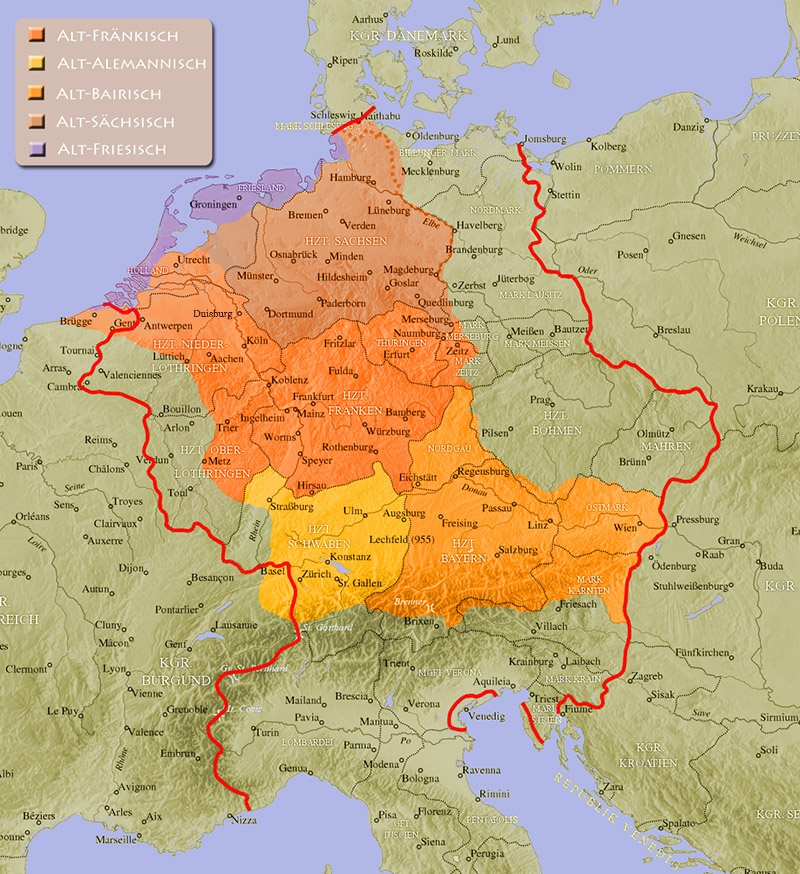
Lingvistická mapa staré horní němčiny (alemánštiny a bavorštiny), staré franštiny, staré saštiny a staré fríštiny v dobách Oty I. v 10. století

Frankové pronikli do oblasti střední části budoucí Východofranské říše již v průběhu konce 5. století a počátku 6. století a ve spojení s kmenem Chattů tak zde položili základ pro příští Francké vévodství. Ve stejném období si Frankové podrobili další germánské kmeny (Alamani, Durynkové, Bavoři), do jejichž čela ustanovili vévody, kteří pocházeli z významných franských rodin. I přes tyto snahy docházelo k nechtěnému uvolňování vztahů s Franskou říší a úsilí o naprostou samostatnost. Tomuto zabránili především čelní představitelé rodu Karlovců, kteří na franském trůnu vystřídali Merovejce, vzpurnou šlechtu potrestali a území začlenili pod přímou správu říše. V Bavorském vévodství byl takto odstraněn poslední vládnoucí představitel rodu Agilolfingů Tassilo III., ještě hůře dopadla alamanská šlechta na sněmu v Cannstattu. Sasové sice netvořili ucelené vévodství, ale byli násilně včleněni do Franské říše Karlem Velikým na počátku 9. století.
Ani však tyto snahy o asimilaci dostatečně nepotlačili podvědomí etnické soudržnosti. Napomohli tomu i samotní Karlovci, kteří v rámci Východofranské říše začali s udělováním královských titulů podle dřívějších kmenových uskupení (Bavorsko, Alamanie). Zároveň se na těchto územích začaly prosazovat silné rody, které se v rámci hierarchie snažily o získání co největší moci. Tak se od poloviny či poslední čtvrtiny 9. století v Sasku zkonsolidovala moc Liudolfovců, v Bavorsku Luitpoldovců, ve Franckém vévodství spolu soupeřili rody Konrádovců a starších Babenberků, ve Švábsku, které se stalo nástupnickou zemí po Alemanii, zase rody Alaholfingů a Burchardovců (taktéž zvaných Hunfriedovci).

### Vrchol moci vévodství
Počátkem 10. století již nebylo pochyb o tom, že faktickými vládci těchto kmenových území jsou jejich vévodové, kdy byl tento titul od uvěznění Tassila III. roku 788 opět oficiálně obnoven pro vévodství Franky a Bavorsko v letech 906 a 907. To se projevilo především po smrti posledního východofranského Karlovce Ludvíka IV. Dítěte, který zemřel roku 911 a představitelé kmenových vévodství si prvně volbou dosadili do svého čela franckého vévodu Konráda. Ovšem právě moc jednotlivých vévodů znamenal od počátku pro Německé království oslabující prvek, neboť zájmy jednotlivých kmenových vévodství bývaly nestejné až protichůdné. Pokus o zásah do pravomocí vévodů znamenalo pro krále Konráda I. vleklou válku s vévody, kdy na jeho straně zůstal pouze francký vévoda Eberhard, jeho bratr.

### Oslabení a zánik
Situace se opakovala i po nástupu Otonů na německý královský trůn. Avšak postupným dělením vévodství na menší celky se moc vévodů oslabovala a Francké vévodství již roku 939 ovládl Ota I. Veliký a převedl ho pod přímou správu koruny. Stejně tak se do čela těchto kmenových vévodství dostávali příbuzní vládnoucího rodu či jeho neochvějní příznivci. Ovšem neloajálnost se trestala ztrátou titulu, který tak mohl král již udělovat dle libosti. Rostoucí moc katolické církve za sálské dynastie znamenala další územní ztrátu a moc pro vévody a v neposlední řadě se na tom podílela i rostoucí síť měst na území Svaté říše římské.
Definitivní tečku za mocí tzv. kmenových vévodů bylo zrušení těchto titulů spojených z faktickou mocí za Fridricha I. Barbarossy ze štaufského rodu roku 1180. Pokud byl tento titul udělen, jednalo se pouze o prestižní záležitost, jako v případě würzburského biskupa, který roku 1168 získal titul vévody franckého.